# Новопокровський сільський округ (Успенський район)
Новопокро́вський сільський округ (каз. Новопокровка ауылдық округі, рос. Новопокровский сельский округ) — адміністративна одиниця у складі Успенського району Павлодарської області Казахстану. Адміністративний центр — село Галицьке.
Населення — 1564 особи (2021; 1616 у 2009, 1735 у 1999, 2131 у 1989).
Станом на 1989 рік існувала Новопокровська сільська рада (села Ажбулат, Галицьке, Новопокровка). Село Ажбулат було ліквідоване 2000 року.

## Склад
До складу округу входять такі населені пункти:
| Населений пункт    | Старі назви | Населення, осіб (1989) | Населення, осіб (1999) | Населення, осіб (2009) | Населення, осіб (2021) |
| ------------------ | ----------- | ---------------------- | ---------------------- | ---------------------- | ---------------------- |
| Ажболат, село      | Ажбулат     | 20                     | -                      | -                      | -                      |
| Галицьке, село     | -           | 1245                   | 1153                   | 1192                   | 1162                   |
| Новопокровка, село | -           | 866                    | 582                    | 424                    | 402                    |